# Aniba (genre)
Pour l’article homonyme, voir Aniba pour le site archéologique en Égypte.
Genre
Classification APG III (2009)
Synonymes
Selon GBIF (5 juin 2024)
- Aydendron Nees
- Cedrota Schreb.
- Schauera Nees

Aniba est un genre de plantes à fleurs de la famille des Lauraceae, comptant 65 à 105 espèces, et dont l'espèce type est Aniba guianensis.

## Liste des espèces et variétés
Selon GBIF (31 mai 2024) :
- Aniba affinis (Meisn.) Mez
- Aniba bracteata (Nees) Mez
- Aniba brittonii Mez
- Aniba burchellii Kosterm.
- Aniba canelilla (Kunth) Mez
- Aniba cinnamomiflora C.K.Allen
- Aniba citrifolia (Nees) Mez
- Aniba coto (Rusby) Kosterm.
- Aniba cylindriflora Kosterm.
- Aniba desertorum (Nees) Mez
- Aniba ecuadorica Cornejo & Loor
- Aniba excelsa Kosterm.
- Aniba ferrea Kubitzki
- Aniba ferruginea Kubitzki
- Aniba firmula (Nees & Mart.) Mez
- Aniba guianensis Aubl.
- Aniba heringeri Vattimo-Gil
- Aniba heterotepala van der Werff
- Aniba heterotepala VanDerWerff
- Aniba hostmanniana (Nees) Mez
- Aniba hypoglauca Sandwith
- Aniba inaequabilis Da Matta
- Aniba inaequabilis DaMatta
- Aniba intermedia (Meisn.) Mez
- Aniba jenmanii Mez
- Aniba kappleri Mez
- Aniba koumaroucarpa Kosterm., 1936
- Aniba lancifolia Kubitzki & W.A.Rodrigues
- Aniba longifolia Mez
- Aniba magnifica W.Palacios
- Aniba megaphylla Mez
- Aniba melinonii Lemée
- Aniba muca (Ruiz & Pav.) Mez
- Aniba novogranatensis Kubitzki
- Aniba panurensis (Meisn.) Mez
- Aniba parviflora (Meisn.) Mez
- Aniba pedicellata Kosterm.
- Aniba percoriacea C.K.Allen
- Aniba permollis (Nees) Mez
- Aniba perutilis Hemsl.
- Aniba pilosa van der Werff 1994
- Aniba puchury-minor (Mart.) Mez
- Aniba ramageana Mez
- Aniba ridleyana Mez
- Aniba riparia (Nees) Mez
- Aniba robusta (Klotzsch & P.Karst.) Mez 1889
- Aniba rosaeodora Ducke 1930
- Aniba rosodora Ducke
- Aniba santalodora Ducke 1950
- Aniba subbullata H.L.Ribeiro & P.L.R.Moraes
- Aniba sulcata Benoist 1929
- Aniba taubertiana Mez
- Aniba terminalis Ducke
- Aniba vaupesiana Kubitzki 1982
- Aniba vaupisiana Kubitzki 1982
- Aniba venezuelana Mez 1889
- Aniba vulcanicola van der Werff
- Aniba vulcanicola VanDerWerff
- Aniba williamsii Brooks
- Aniba williamsii O.C.Schmidt

Selon Tropicos (31 mai 2024) (Attention liste brute contenant possiblement des synonymes) :
- Aniba affinis (Meisn.) Mez 1889
- Aniba albida Mez 1889
- Aniba amazonica (Meisn.) Mez 1889
- Aniba anisosepala Sandwith 1933
- Aniba bracteata (Nees) Mez 1889
- Aniba bracteata Rusby ex Kosterm. 1938
- Aniba brittonii Mez 1889
- Aniba brochidodroma van der Werff 2023
- Aniba burchellii Kosterm. 1936
- Aniba canelilla (Kunth) Mez 1889
- Aniba castanea C.K. Allen 1964
- Aniba cicatricosa C.K. Allen 1966
- Aniba cinnamomiflora C.K. Allen 1964
- Aniba citrifolia (Nees) Mez 1889
- Aniba compacta A.C. Sm. 1931
- Aniba coto (Rusby) Kosterm. 1938
- Aniba coto (Rusby) Kosterm. ex J.F. Macbr. 1938
- Aniba cujumary Lyons 1907
- Aniba cylindriflora Kosterm. 1938
- Aniba desertorum (Nees) Mez 1889
- Aniba duckei Kosterm. 1938
- Aniba ecuadorica Cornejo & Loor 2022
- Aniba elliptica A.C. Sm. 1935
- Aniba excelsa Kosterm. 1938
- Aniba ferrea Kubitzki 1982
- Aniba ferruginea Kubitzki 1982
- Aniba firmula (Nees & Mart.) Mez 1889
- Aniba flexuosa A.C.Sm. 1935
- Aniba foeniculacea Mez 1906
- Aniba fragrans Ducke 1925
- Aniba gardneri (Meisn.) Mez 1889
- Aniba gigantifolia O.C. Schmidt 1928
- Aniba glabra van der Werff 2023
- Aniba gonggrijpii Kosterm. 1936
- Aniba granatensis (Mez) Kosterm. 1938
- Aniba guatemalensis Lundell 1969
- Aniba guianensis Aubl. 1775
- Aniba heringeri Vattimo-Gil 1962
- Aniba heterotepala van der Werff 1994
- Aniba hirsuta (Schott) Pax ex Sampaio 1917
- Aniba hostmanniana (Nees) Mez 1889
- Aniba hypoglauca Sandwith 1932
- Aniba inaequabilis A. Da Matta 2016
- Aniba intermedia (Meisn.) Mez 1889
- Aniba jenmanii Mez 1889
- Aniba juruensis A.C. Sm. 1935
- Aniba kappleri Mez 1889
- Aniba koumaroucapa Kosterm. 1936
- Aniba krukovii A.C. Sm. 1935
- Aniba laevigata Mez; Mez 1892
- Aniba laevigata (Meisn.) Mez 1889
- Aniba lancifolia Kubitzki & W.A. Rodrigues 1976
- Aniba lehmannii O.C. Schmidt 1933
- Aniba longifolia Schwacke & Mez 1892
- Aniba magnifica W. Palacios 2018
- Aniba mas Kosterm. 1936
- Aniba megacarpa Hemsl. 1903
- Aniba megaphylla Mez 1889
- Aniba mexicana Kosterm. 1938
- Aniba muca (Ruiz & Pav.) Mez 1889
- Aniba muelleriana Mez 1889
- Aniba murcana C.K. Allen 1966
- Aniba novogranatensis Kubitzki 1982
- Aniba opaca A.C. Sm. 1934
- Aniba ovalifolia Mez 1889
- Aniba palaciosii van der Werff 2023
- Aniba panurensis (Meisn.) Mez 1889
- Aniba parviflora (Meisn.) Mez 1889
- Aniba parvissima Lundell 1968
- Aniba pedicellata Kosterm. 1938
- Aniba percoriacea C.K.Allen 1964
- Aniba permollis (Nees) Mez 1889
- Aniba perutilis Hemsl. 1894
- Aniba pilosa van der Werff 1994
- Aniba pittieri O.C. Schmidt 1933
- Aniba pseudocoto (Rusby) Kosterm. 1938
- Aniba puchury-minor (Mart.) Mez 1889
- Aniba pulcherrima Kubitzki & Heringer 1976
- Aniba ramageana Mez 1889
- Aniba reticulata A.C. Sm. 1931
- Aniba ridleyana Mez 1889
- Aniba riparia (Nees) Mez 1889
- Aniba robusta (Klotzsch & P.Karst.) Mez 1889
- Aniba rosiodora Ducke 1930
- Aniba rosodora Ducke 1928
- Aniba salicifolia (Nees) Mez 1889
- Aniba santalodora Ducke 1950
- Aniba sericea R.L. Brooks 1931
- Aniba simulans C.K. Allen 1964
- Aniba sp. a - fl. meso.  ined
- Aniba subbullata H.L. Ribeiro & P.L.R. Moraes 2018
- Aniba sulcata Benoist 1929
- Aniba taubertiana Mez 1889
- Aniba terminalis Ducke 1928
- Aniba tessmannii O.C. Schmidt 1928
- Aniba tomentella van der Werff 2023
- Aniba trinitatis Mez 1889
- Aniba tschudyana Lasser 1948
- Aniba vaupesiana Kubitzki 1982
- Aniba venezuelana Mez 1889
- Aniba verticillata van der Werff 2023
- Aniba viridis Mez 1889
- Aniba vulcanicola van der Werff 1994
- Aniba williamsii R.L. Brooks 1931
- Aniba williamsii O.C. Schmidt 1933